# تاريخ علم النفس
من البديهي أن تكون بداية علم النفس بداية فلسفية، تصديقاً للحكمة القائلة الفلسفة أم العلوم، ومنذ سالف العصور بدأ الفلاسفة يتساءلون عن سر النفس، وما هو أصلها؟ ما هي طبيعتها؟ وما هو مصيرها؟ ولعل سبب هذا التساؤل يتمثل في كون الإنسان قد تأثر بظاهرة وجود تغير في النشاط الفسيولوجي، كما لاحظ أن التفاعلات النفسية المختلفة (الغضب، الفرح، الحزن، وغيرها) ووجودها متأكد منذ أقدم العصور، فالإنسان البدائي كان يفرح ويحزن، والتقدم الحضاري لم يضف شيئا جديداً لهذه الانفعالات النفسية، فغضب إنسان العصور الغابرة لا يختلف عن غضب إنسان القرن الواحد والعشرين م، لقد افترض الإنسان البدائي وجود إنسان بداخل إنسان، أي هناك قوة دافعة وهذا الشخص الخفي هو الذي يوجهنا نحو الخير أو الشر.
والأديان نفسها اهتمت بهذا الجانب، أما رواد الفلسفة فلقد تفننوا في التصور النفسي، فيثاغورث تصورها وكأنها عنصر خالد مغاير للجسم مستقر في الدماغ وعند الموت تغادر الجسم ثم تعود إلى الأرض في جسم أحط أو أسمى من الذي كانت فيه فالنفس واقعة في ذهاب وإياب إي وفق مبدأ تناسخ الأرواح Réincarnation، أما أفلاطون فقد أدت نظريته إلى إقرار بأن الروح (والنفس جزء من الروح) أقدم من البدن وأنها أدركت المثل التي لا تدركها الأبدان، فالنفس عنده قوة روحية فهي بذلك تتذكر المثل بعدما عقلته في العالم الروحاني.
أما ابن سينا فقد كان أكثر الفلاسفة المسلمين اعتناء بأمر النفس وفعلا هيأ لهذا الغرض العديد من الرسالات والمقالات من بينها اختلاف الناس في أمر النفس, تعلق النفس بالبدن، رسالة في معرفة النفس وأحوالها واستطاع إثبات وجود النفس بالبراهين النفسية وذلاك أن الإنسان يدرك, يتصور ويعاني مختلف الانفعالات فهو يقول: {إن النفس جوهر روحاني وضعت على شاكلة الروح, والروح كمال والنفس صورة منها}
تقدمت الدراسات النفسية في سنة 1811 و1820 م واستطاع العالمان بال وماجندي أن يميزا الأعصاب الجابذة والأعصاب النابذة، وقام هالبس Helpz بقياس سرعة النقل في السيالة العصبية بحسب الأنواع والفصائل الحيوانية, وهناك فروق فردية فيما يخص الاستجابة، وفي 1861 م اكتشف بروكا وجود مركز للغة في المنطقة اليسرى لقشرة الدماغ، وفي 1926 اكتشف العالم بيرجيه عن وجود نشاط كهربائي في الدماغ حينما قام لأول مرة بتسجيل مخطط في حركة الدماغ الكهربائية. كما يعتبر فيخنر مؤسس علم النفس التجريبي 1860 م.
وأسس العالم فونت أول مخبر في ععلم النفس التجريبي بمدينة لايبزيج الألمانية وهو الذي ميز بين الإحساس والإدراك، ولابد أيضا من الإشارة إلى بعض إعلام علم النفس أمثال وود وارد, تورن لايك، بافلوف، واتسون، سيجموند فرويد.

## مرحلة علم النفس الشعبي
تركز هذه المرحلة على ملاحظة السلوك والأسباب الكامنة وراءه دون محاولة تفسيره وفي هذه المرحلة نجد الملاحظة أخذت مكان كبير في ممارسة علم النفس فهي عبارة عن ربط السبب بالسلوك الملاحظ الناتج عنه ويعتبرون هذه الملاحظات كحقائق لا تحتاج إلى تفسير ولا إلى برهنة وهي صادقة بطبيعتها ومن هنا جاءت الأحكام والأمثال الشعبية التي نعتبرها صادقة لا تحتاج إلى برهان ويكفي أن نرى طفل يبدو عليه الذكاء لنقول أن هذه مؤشرات للذكاء الذي ورثه عن أبيه.
هذه الأمثال والحكم هي خلاصة التجارب والملاحظات اليومية التي مرت بها أجيال وأجيال, هذه تعميمات يرفضها العالم النفساني حاليا لأنه يعتبرها صادقة في بعض الأحيان وخاطئة في ظروف أخرى ولهذا يجب عليه أن يقوم بدراسة الوضعيات والحالات المختلفة التي تكون فيها هذه العبارة صادقة والمجالات التي تكون فيها نفس العبارة خاطئة باتباع منهجية علمية والخلاصة من هذا هو أن الإجماع ليس دائما دليل على الصواب فهو يحتاج إلى برهنة علمية.

## مرحلة علم النفس العملي
هو جانب من علم النفس الشعبي يتكون من معلومة ناتجة عن ملاحظة السلوك وما ينتج عنه لتكوين الخبرات في ميدان العمل فالتاجر يكسب مع الوقت الخبرة التي تمكنه من معرفة الزبون الذي يريد أن يشتري حقاً والذي يريد فقط التجول في الدكان ويتمكن من الأساليب التي تقنع الزبون وفهم قواعد معاملته للآخرين حسب ما مر به من خبرات وما نتج عنها وما يستطيع أن يتنبأبه على أساسها وهذا أيضا موقف يرفضه العالم النفساني ويحاول أن يصل إلى قواعد عامة تصلح لعدد من المواقف باتباع الملاحظة المقننة واستخلاص النتائج باتباع منهحية البحث العلمي المو ضوعي.
سارة مخترعة علم الذات.